# Buzón de voz
El buzón de voz es un sistema centralizado de manejo de mensajes telefónicos para un gran grupo de personas. Permite a los usuarios recibir, almacenar y gestionar mensajes de voz de las personas que le llaman cuando se encuentra ausente o con la línea ocupada.
Los buzones de voz se han convertido en una funcionalidad siempre presente en los sistemas telefónicos de casi todas las compañías. Están disponibles en sistemas de telefonía fija, móvil y en aplicaciones de software como Asterisk o FreeSWITCH.
Se considera que el primer buzón de voz se probó en 1978 con un ordenador Apple II respondiendo a una llamada telefónica 

## Características
En su configuración más básica, provee únicamente las funcionalidades de un contestador automático, sin embargo es un sistema mucho más sofisticado, que provee múltiples funcionalidades. 
Es capaz de:
- Contestar varios teléfonos al mismo tiempo.
- Almacenar los mensajes de voz en casillas personalizadas asociadas al número del usuario.
- Reenviar los mensajes hacia otras casillas.
- Personalizar el mensaje de introducción.
- Enviar mensajes a varios destinatarios a la vez.
- Guardar mensajes para enviarlos en otro momento.
- Notificar al destinatario mediante una llamada o correo electrónico que le ha llegado un mensaje a su casilla de voz.
- Transferir llamados hacia otro número telefónico.
- Reproducir diferentes mensajes de introducción a la casilla de acuerdo quien se comunique.
- Proveer seguridad y confidencialidad, ya que para acceder al mismo se debe introducir una clave, de manera que solo el usuario pueda escuchar los mensajes.
- Dar a conocer la fecha y hora de los mensajes, y el número telefónico desde el que se recibe.

## Funcionamiento del sistema de buzón de voz
El sistema de buzón de voz está compuesto por varios elementos:
- CPU, es el procesador central que corre el sistema operativo y el programa (software) que hace que el sistema se comporte como un buzón de voz.
- Controlador de disco y múltiples discos, empleados para el almacenamiento de mensajes.
- Discos del sistema, no solo contienen el software mencionado anteriormente, sino que también contiene un directorio completo con todos los datos de los usuarios (nombre, número de la extensión, preferencias para su casilla de voz y punteros que indican cuales mensajes, que se encuentran guardados en el disco de mensajes, son de su propiedad).
- Interfaz telefónica, permite que varias líneas telefónicas se conecten a él.

### Ejemplo

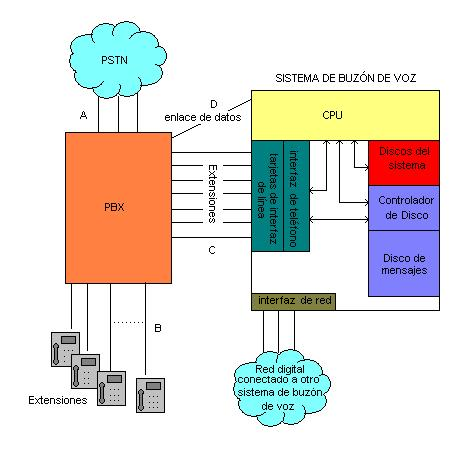
En esta figura se muestra como interactúa un sistema de buzón de voz con una PBX.

Supongamos que se llama a una de las extensiones de la PBX desde la red pública (A). La llamada es enrutada hacia la extensión correspondiente (B). Si el dueño de dicha extensión no responde luego de cierto tiempo, la PBX encamina la llamada hacia el sistema de buzón de voz (C), al mismo tiempo le comunica al sistema a qué extensión le corresponde dicha llamada (D).
La CPU le ordena a la interfaz telefónica, que controla la tarjeta de interfaz de línea, que responda la llamada. A continuación, reconoce el destinatario del mensaje, busca su saludo introductorio de casilla y le ordena al controlador de disco que lo reproduzca. Este se encarga también de reproducir las instrucciones (“Deje su mensaje luego de escuchar la señal, para terminar corte o…”). 
El sistema de interfaz de teléfono, digitaliza el mensaje y lo transmite al controlador de disco para ser almacenado en el disco de mensajes. Algunos sistemas de buzón de voz, mezclan la información del mensaje con el fin de obtener mayor seguridad.
La CPU guarda la localización del mensaje en el disco del sistema. Luego, envía una señal a la PBX (D), indicándole que encienda la luz de mensaje recibido.
Cuando el dueño de la casilla, ve que recibió un mensaje, llama a la extensión correspondiente al sistema de buzón de voz para poder escuchar el mismo. La PBX alerta (D) a la CPU de que quien realiza el llamado es el dueño de la casilla. Esta redirige la llamada a la interfaz de teléfono. Al mismo tiempo busca toda la información del dueño de la casilla en el disco del sistema, especialmente la contraseña. El controlador de disco pide que se ingrese la contraseña; la CPU verifica que esta coincida con la que se encuentra en el disco del sistema para permitir que se siga con proceso. Una vez garantizado que es el dueño quien solicita la casilla, la CPU le presenta las opciones (“Usted tiene un mensaje nuevo, para escucharlo presione 1, para guardarlo presione 2,...”). Estas opciones las presenta el controlador de disco mientras que la CPU espera escuchar el tono del número digitado. Si la opción digitada es la de escuchar el mensaje, la CPU lo busca en el disco del sistema y le dice al controlador del sistema que reproduzca el mensaje, este lo envía a la interfaz de línea telefónica quien lo transforma de un flujo de datos a sonido y lo envía a la tarjeta de interfaz de teléfono en donde el usuario está conectado.
De esta manera, el dueño de la casilla puede escuchar sus mensajes.